# Badr–B
Badr–B (urdu nyelv|urdu: بدر -2 , New Moon-2) (telihold)  pakisztáni teszt mikroműhold, a fotó felderítő műhold.

## Küldetés
A műhold katonai alkalmazásra készült, célja a környező országok katonai objektumainak, eszközeinek, nagyobb katonai mozgások ellenőrzése. Optikai eszközei lehetővé teszik, hogy felvételeivel vizsgálják a felső légkör állapotát (meteorológia), valamint geofizikai elemzéseket végezzenek.

## Jellemzői
Gyártotta a Space Innovation Limited (SIL). Megrendelő a Pakistan Space and Upper Atmosphere Research Commission (SUPARCO). Társműholdak: Meteor–3M 1 (orosz); Kompass (orosz); Maroc–Tubsat (marokkói); Reflektor (amerikai).
Megnevezései: Badr 2; COSPAR: 2001-056C; SATCAT kódja: 27003.
2001. december 10-én a Bajkonuri űrrepülőtérről (Kazahsztán), az LC45–1 (LC–Launch Complex) jelű indítóállványról egy Zenyit–2 19L (1381573091) hordozórakétával állították alacsony Föld körüli pályára (LEO = Low-Earth Orbit). Az orbitális pályája 105,10 perces, 99,2 fokos hajlásszögű, elliptikus pálya perigeuma 985 kilométer, az apogeuma 1014 kilométer volt.
A műholdprogram részeként be kellett fejezni a földi központ- (Iszlámábád) és a vevőállomások rendszerének kiépítését. A számítógépes rendszer szoftverét tervezte és telepítette pakisztáni Software Export Systems (PSES), míg a COMSATS telepítette a központ nagy képernyőt.  Az űreszköz 1996-ra elkészült, Kína és Oroszország az atombomba program miatt átmenetileg elállt a felbocsátástól. Saját hordozó eszköz még nem állt rendelkezésre.
A program céljai
1. olcsó műholdak fejlesztése, a szükséges infrastruktúra megteremtése,
2. a know-how megszerzése a hazai fejlesztéshez,

Forgás stabilizált űregység, stabilitását a gravitációs gradiens vektor rendszer ellenőrizte. Pakisztán felett 10–15 perc alatt áthalad. Formája négyszögletes hasáb alakú, oldalának méretei 510 x 510 x 465 milliméter. Építő anyaga alumínium ötvözet. Tömege 70 kilogramm. Műszerezettsége: CCD kamerák (kifejlesztését a Rutherford Appleton Laboratory – RAL végezte); kompakt dózismérő; telemetria rendszer az antennákkal, töltés érzékelő és a hőmérséklet-szabályozó egység. Az űreszköz felületét Gallium-arzenid (GaAs) napelemek borították, éjszakai (földárnyék) energia ellátását újratölthető kémiai akkumulátorok biztosították (4 Ah). Szolgálati idejét 2 évre tervezték.